# Follonica Gavorrano
L'Unione Sportiva Dilettantistica Follonica Gavorrano S.r.l., meglio nota come Follonica Gavorrano, è una società calcistica italiana che rappresenta i comuni di Follonica e Gavorrano, in provincia di Grosseto. Milita in Serie D, la quarta divisione del campionato italiano.
Fondato nel 1930 con la denominazione di Unione Sportiva Gavorrano, ha assunto il nome di Follonica Gavorrano nel 2019, in seguito alla fusione con l'Associazione Sportiva Dilettantistica Real Follonica.
Ha partecipato a un totale di cinque stagioni dei campionati professionistici. La squadra vanta quale maggior successo la partecipazione a un campionato di Serie C, terzo livello calcistico italiano.
I colori sociali sono il rosso, il bianco e il blu. Disputa le gare interne allo stadio Romeo Malservisi-Mario Matteini.

## Storia

### Le origini del Gavorrano
L'Unione Sportiva Gavorrano nasce nel 1930 per volere dell'azienda Montecatini, la quale gestiva a Gavorrano una delle più importanti miniere di pirite d'Europa. La Montecatini si adoperò affinché il Gavorrano Calcio raggiungesse ottimi livelli nei campionati provinciali e regionali: fece costruire il primo campo sportivo nella frazione di Filare, e "arruolò" nella squadra giocatori che provenivano dal resto della Toscana, ma anche dal Nord Italia, giocatori che fungevano anche da operai per l'azienda, dividendo il lavoro mattutino della miniera con l'attività pomeridiana sul campo da gioco. Tra i vari, si ricorda il calciatore Romeo Malservisi, al quale verrà in seguito intitolato lo stadio.

### I campionati dilettantistici regionali
Le prime attività svolte dalla squadra furono a carattere locale e vennero sospese per due anni a causa della guerra. Tornato attivo, il Gavorrano partecipò dal 1946 al 1952 al campionato di Prima Divisione Toscana, successivamente venne ammesso nel campionato di Promozione, dove rimase fino al 1955, quando retrocedette in Prima Divisione. Nel 1953, lo stadio venne intitolato al presidente Simone Simoni, deceduto in un incidente stradale. Sette anni dopo, il 14 marzo 1960, il Gavorrano subì un'altra perdita, quella del capitano Salvetti, a cui verrà dedicato un torneo notturno, primo e solo torneo notturno in Toscana: tra i giocatori che vi giocarono sono da ricordare Aldo Agroppi, Giuseppe Papadopulo e Lido Vieri.
Nel 1964 il comune decise di far costruire a Bagno di Gavorrano un nuovo stadio, che venne inaugurato il 18 giugno 1967.
Nel 1970, il Gavorrano, sconfiggendo il San Carlo di Livorno e la Rotta di Pontedera ai play-off, vinse il campionato di Seconda Categoria, ma non riuscì a iscriversi al campionato di Prima Categoria per problemi finanziari. Salì in Prima Categoria nel 1980, dopo uno spareggio con il Suvereto a Massa Marittima.

### La svolta degli anni 2000
Con l'arrivo del primo sponsor, ovvero l'ingegnere Luigi Mansi, presidente della Nuova Solmine di Scarlino, inizia per il Gavorrano la scalata che dai campionati dilettantistici lo porterà ai professionisti. Nel 2000, la squadra viene promossa in Prima Categoria dopo lo spareggio con l'Alba Carraia e nel 2002 si aggiudica la coppa Toscana di Prima Categoria. Partecipa al campionato Promozione 2002-2003, posizionandosi a metà classifica, a quello 2003-2004, affermandosi secondo, e infine a quello 2004-2005, dove si impone primo classificato con 64 punti, dopo un inseguirsi concitato con il Montecalvoli, fermatosi a quota 60. Viene così promosso in Eccellenza.
Nella stagione Eccellenza 2005-2006, il Gavorrano accusa il salto di qualità e non riesce ad imporsi come aveva sperato. A fine campionato si ritrova terzultimo in classifica e partecipa ai play-out insieme alla Pontremolese, alla Versilia 1998 e alla Impavida Vernio. Dopo un pareggio 0-0 contro la Versilia 1998 al girone di andata, il Gavorrano riesce a salvarsi, battendo l'avversaria 2-1 nel girone di ritorno. Il Gavorrano scampa alla retrocessione, insieme all'Impavida Vernio, che ebbe la meglio sulla Pontremolese.
Nel campionato di Eccellenza 2006-2007, il Gavorrano, determinato a non ripetere la pessima performance della stagione precedente, riesce in pochi mesi a conquistare i primi posti della classifica, finché non si aggiudica la promozione diretta in Serie D dopo aver concluso il campionato al primo posto, quota 63 punti, a cinque punti di distanza dalla Larcianese, seconda classificata. Per la prima volta nella sua storia, il Gavorrano raggiunge la Serie D.

### La Serie D e l'approdo nei professionisti
Il campionato di Serie D 2007-2008 inizia per il Gavorrano con una sconfitta in trasferta a Sansepolcro per 1-0 seguita da un pareggio casalingo per 0-0 con la Sestese. La squadra maremmana non riesce a decollare e colleziona altre sconfitte con il Pontedera e il Cecina. La prima vittoria arriva alla quinta giornata, in cui il Gavorrano si impone 3-1 in trasferta sul Torgiano. Nella sesta giornata, però, il Gavorrano trova un'altra sconfitta casalinga per 2-0 con il Figline. Durante tutta la stagione, la squadra grossetana non riesce a raggiungere i posti alti della classifica, ma colleziona poche e preziose vittorie che gli permettono di salvarsi, posizionandosi dodicesimo a solo un punto di distanza dalla zona play-out.
Nella stagione 2008-2009, la prima partita contro il Deruta si conclude con un pareggio (1-1). Le successive partite contro il Sansepolcro e il Forcoli si concludono con delle sonore sconfitte, ma il Gavorrano non si rassegna e alla quarta giornata arriva la prima vittoria contro il Pontevecchio per 2-1. Dopo un'altra sconfitta contro lo Scandicci, il Gavorrano inizia la sua ascesa inaspettata e, dopo quattro vittorie consecutive e due pareggi, raggiunge i posti alti della classifica. La squadra maremmana conclude la stagione al terzo posto e partecipa per la prima volta ai play-off insieme a Sansepolcro, Sestese e Montevarchi. Dopo aver battuto il Montevarchi per 2-0, il Gavorrano si prepara alla finale di girone contro il Sansepolcro, che aveva sconfitto la Sestese per 2-1. La partita si conclude a favore della squadra grossetana, che si impone per 1-0, approdando così ai play-off nazionali. Nella triangolare Salò-Gavorrano-Nocerina, tutte e tre le squadre ottengono una vittoria e una sconfitta, e per numero di gol fatti viene promossa la Nocerina.
La stagione 2009-2010 inizia con una vittoria per 2-0 contro il Monteriggioni ed è un susseguirsi di successi. La squadra allenata da Lamberto Magrini si impone così al primo posto, e conclude il campionato a quota 62 punti, distaccando la seconda classificata, il Guidonia, di cinque punti. Il Gavorrano, con la promozione in Lega Pro Seconda Divisione, per la prima volta in ottanta anni, abbandona i dilettanti per approdare nei professionisti.

### Gli anni della Lega Pro
Dopo qualche problematica che fa rischiare al Gavorrano di non iscriversi al primo campionato professionistico della sua storia, per problemi inerenti soprattutto la questione stadio, in quanto l'impianto di Bagno non risultava a norma, la squadra si prepara ad affrontare la stagione con una serie di amichevoli contro squadre importanti come l'Empoli, il Siena e il Livorno. La questione stadio si è risolta giocando le partite casalinghe allo stadio di Venturina, fino alla fine dei lavori di adeguamento del Malservisi, in quanto l'unico stadio a norma in provincia, quello di Grosseto, non è stato utilizzabile per il diniego del presidente della squadra grossetana Piero Camilli. A partire dal 16 gennaio 2011, in occasione della prima giornata di ritorno (vinta poi per 2-1 contro il Carpi), il Gavorrano torna a giocare nel suo stadio, finalmente a norma per la continuazione del campionato di Lega Pro. L'8 marzo dello stesso anno, la società unionista è sconvolta dalla improvvisa morte del presidente Mario Matteini, colto da un malore mentre festeggiava con la moglie la festa della donna in un ristorante di Follonica. Nonostante la perdita, la società continua senza ripercussioni sul campo e il Gavorrano conclude una stagione tranquilla piazzandosi al decimo posto a quota 31 punti.
Nell'estate 2011 il club ingaggia come allenatore Guido Pagliuca, alla sua prima panchina professionistica dopo aver appena vinto la Serie D girone D alla guida del Borgo a Buggiano. Dopo la riforma della Lega Pro Seconda Divisione e la riduzione a soli due gironi, il Gavorrano viene inserito nel raggruppamento meridionale: è l'avamposto più a nord di tutto il girone nonché l'unica squadra toscana. La stagione 2011-2012 per i rossoblù inizia comunque bene e dopo dodici giornate la squadra si trova al sesto posto con 20 punti. Da lì in poi arrivano però quattro sconfitte consecutive che inducono la società, il 17 novembre, a esonerare Pagliuca e a ingaggiare l'ex-calciatore Renato Buso. Nel girone di ritorno il Gavorrano lotta costantemente per i play-off, ma viene scavalcato nelle ultime giornate dalla Paganese. La squadra grossetana termina il campionato al settimo posto con 62 punti, il migliore attacco dell'intero campionato (69 gol fatti) e con il bomber Giordano Fioretti capocannoniere di tutta la Lega Pro, con 33 reti in 39 partite disputate.
Nel campionato 2012-13 il Gavorrano, dopo un inizio esaltante che vide la squadra piazzarsi anche in zona play-off, subisce diverse sconfitte che rendono il girone di ritorno particolarmente ostico, tanto da arrivare ad esonerare l'allenatore Buso dopo il pesante rovescio interno contro il Borgo a Buggiano. Gli subentra l'esperto Corrado Orrico che riesce a portare il Gavorrano ai play-out soltanto all'ultima giornata. Al primo round i grossetani sfidano l'HinterReggio e grazie ad una vittoria casalinga per 2-1 e un pareggio per 2-2 in Calabria i grossetani accedono alla finale play-out contro il Rimini. Il pesante 0-3 interno della sfida d'andata e l'1-2 subito al ritorno in terra romagnola condannano il club alla retrocessione, ma in estate la FIGC premia la solidità finanziaria della società accordandole il ripescaggio. Per la stagione successiva viene chiamato il tecnico Gabriele Cioffi, il quale viene tuttavia esonerato il 4 novembre 2013 e sostituito da Marco Masi. Il Gavorrano non riesce a decollare e si ritrova nelle parti basse della classifica. La situazione non migliora neanche con il nuovo esonero e l'arrivo in panchina di Marco Cacitti, e così i minerari concludono il campionato nell'ultima posizione, finendo retrocessi in Serie D dopo quattro stagioni tra i professionisti.

### Dalla Serie D alla promozione in Serie C e alla immediata retrocessione
Se la prima stagione tra i dilettanti per i minerari si rivelò alquanto complicata e si concluse con una salvezza faticosa (evitando i play-out), la successiva invece vide i grossetani stazionare per gran parte del campionato in zona play-off candidandosi come una delle favorite alla salto di categoria: proprio agli spareggi promozione i minerari eliminano Poggibonsi (gol di Rubechini al 92º) e Montecatini (gol di Lombardi e Salvadori) e vincono i play-off del girone E. Successivamente la società decide di iscriversi regolarmente al successivo campionato di Serie D.
La stagione 2016-2017 è l'anno giusto per centrare l'obiettivo della terza serie che puntualmente arriva: la squadra insediatasi in testa alla classifica già inizio campionato (tallonata a distanza da Massese e Savona) ottiene la promozione in Serie C (ridenominazione dell'ex Lega Pro), dopo soli tre anni di militanza fra i dilettanti, il 30 aprile 2017 con la vittoria in casa contro la Lavagnese per 2-1. All'esordio in Serie C l'avvio è stato particolarmente difficile, con sei sconfitte di fila, che hanno convinto la società ad esonerare il mister Vitaliano Bonuccelli, che aveva consentito la promozione in serie C. Al suo posto è arrivato uno degli allenatori ed esperti per la categoria, Giancarlo Favarin, che dopo aver perso all'esordio contro l'Arzachena (la settima battuta d'arresto di fila) ha iniziato a far punti, facendo risalire posizioni alla squadra e consentendogli di mettere insieme 23 punti nel girone di ritorno, dopo averne fatti 13 all'andata. Ai play-out salvezza però il Gavorrano perde la gara di andata per 1-0; al ritorno in casa la squadra pareggia 0-0, venendo così retrocessa in Serie D dopo solo una stagione di serie C. Per la stagione 2018-2019 è stato siglato un accordo di collaborazione con la società del Real Follonica finalizzato alla creazione di una nuova società sportiva che rappresenti le città di Follonica e Gavorrano. Per il ritorno in Serie D la società affida la panchina a Pierfrancesco Battistini con cui i rossoblù stazionano nella parte bassa della classifica, successivamente Battistini viene esonerato e gli subentra Atos Rigucci, ma anche con lui la squadra ottiene scarsi risultati e viene dunque promosso allenatore Marco Remigio Cacitti che rivitalizza la squadra e la conduce fino al quarto posto che consente l'accesso ai play-off, nei quali il Gavorrano perde la finale contro il Ponsacco.

### La fusione con il Follonica
Nel giugno 2019, dopo un anno di collaborazione con l'Associazione Sportiva Dilettantistica Real Follonica, viene ufficializzata la fusione tra la società di Follonica e quella di Gavorrano: la nuova squadra, erede della tradizione sportiva del Gavorrano, prende la denominazione di Follonica Gavorrano e viene ammessa in Serie D, con l'obiettivo di creare un polo calcistico di livello in grado di diventare un riferimento nel territorio del Golfo di Follonica.
La prima stagione della nuova società scorre via senza sussulti, con prestazioni piuttosto altalenanti che portano anche al cambio in panchina con Vitaliano Bonuccelli che viene sostituito da Paolo Indiani dopo il ko contro il San Donato Tavarnelle ed un misero bottino di 7 punti in 6 gare. Con il cambio in panchina però non si assiste ad un cambio di marcia della squadra (si ricorda solo un buon 1-1 nel derby dello stadio Carlo Zecchini contro il Grosseto promosso in serie C a fine stagione) che terminerà la stagione al 9º posto, conclusasi in anticipo a seguito della pandemia COVID-19. 
La stagione 2020-2021 parte in ritardo causa COVID-19 e la squadra del golfo sceglie come allenatore l'esperto Giancarlo Favarin con l'obiettivo di mantenere le posizioni di vertice e, sul piano strutturale, iniziare la costruzione del nuovo stadio di Follonica. A seguito di due sconfitte consecutive contro le prime due squadre in classifica (Trastevere e Aquila Montevarchi) e di una stagione altalenante che relega la squadra del Golfo a ridosso della zona play-out, il mister Giancarlo Favarin si dimette da allenatore della prima squadra, al suo posto viene nominato l'allenatore del settore giovanile Marco Cacitti che concluderà la stagione al 6º posto in classifica.
Nella stagione 2021-2022 il Follonica Gavorrano parte con l'obiettivo di ben figurare in campionato, scegliendo in panchina l'ex mister dello Sporting Trestina Marco Bonura. Il finale di stagione sancirà la conclusione di un'annata da ricordare: la formazione del Golfo terminerà il campionato regolamentare al 4º posto, solo un punto dietro l'Arezzo, successivamente battuto in semifinale play-off a domicilio con il punteggio di 0-2, arrivando alla finale play-off al Lotti di Poggibonsi, ove però la formazione metallifera esce sconfitta nel finale per 4-2 dai locali. Il 1º giugno, allo stadio Bruno Abbatini di Genzano di Roma il Follonica Gavorrano riesce nell'impresa di vincere la Coppa Italia Serie D battendo per 2-1 la Torres, primo trofeo vinto dopo la fusione del 2019, riportando la Coppa in Toscana dopo 19 anni.
Dopo un secondo posto nella  stagione 2023-2024, nella stagione successiva arriva 13° del girone E ma perde i play-out retrocedendo cosi in Eccellenza. Il 31 luglio 2025 viene ripescata in Serie D a completamento organico.

## Colori e simboli

### Colori
I colori sociali del Gavorrano erano il rosso e il blu, mentre quelli del Follonica erano il bianco e il blu. Nel 2019 dopo la fusione delle due squadre i colori sono il rosso, il bianco e il blu.

### Simboli ufficiali

#### Stemma
Inizialmente, dopo la fusione, lo stemma del Follonica Gavorrano era di forma circolare con contorno bianco, con scritto in blu Unione Sportiva Follonica Gavorrano; l'interno comprendeva un ulteriore cerchio diviso in due metà, una rossa e una bianco blu con i simboli delle città di Follonica (in primo piano emergeva il cancello magonale) e di Gavorrano (il castello con il leone sul semicerchio rosso). Dalla stagione 2021-2022 è stato presentato il nuovo logo: le iniziali di Follonica e Gavorrano stilizzate, "F" di colore blu e "G" di colore rosso all'interno di un diamante con sfondo bianco (i tre colori societari).

## Strutture

### Stadio
Il primo campo da gioco del Gavorrano si trovava nella frazione di Filare. Nel 1967 viene inaugurato il nuovo stadio. Con la promozione in Seconda Divisione l'impianto viene messo a norma, arrivando a contenere circa 2000 posti. Tuttavia ad inizio campionato la struttura non era ancora completamente ristrutturata e la società rossoblù ha disputato allo stadio di Venturina alcune partite di campionato. Per la stagione 2017-2018, a causa dell'inadeguatezza dello stadio cittadino le partite sono disputate allo stadio Carlo Zecchini di Grosseto. Dopo la retrocessione il Gavorrano ritorna nuovamente al Malservisi-Matteini anche a seguito della fusione in attesa dei lavori di ristrutturazione dello stadio di Follonica.

### Centro di allenamento
Il Follonica Gavorrano svolge le proprie sedute di allenamento allo stadio Nicoletti di Follonica, le squadre giovanili invece si allenano e disputano le proprie gare interne nei campi sportivi di Follonica (Nicoletti e Baldaccheri).

## Società

### Organigramma societario
- Luigi Mansi - Proprietario
- Paolo Balloni - Presidente
- Lorenzo Mansi - Vicepresidente
- Claudio Trapanese - Vicepresidente
- Renato Vagaggini - Direttore generale
- Enio Biagetti - Amministratore
- Alessandro Baglioni - Responsabile comunicazione e marketing
- Vito Piscopiello - Direttore Sportivo Sett.Giov./ScuolaCalcio
- Marco Comparini - Resp.  settore giovanile

### Sponsor
- ?-2013 Erreà
- 2013-2015 Macron
- 2015- Erreà

## Allenatori e presidenti
- 1930-1944 ...
- 1944-1946 Inattivo
- 1946-2000 ...
- 2000-2002  Giacomo Russo
- 2002-2003  Giacomo Russo (1ª-?)
 Marco Cacitti (?-30ª)
- 2003-2005  Marco Cacitti
- 2005-2006  Marco Cacitti (1ª-?)
 Piero Giannoni (?-?)
 Marco Cacitti (?-30ª e play-out)
- 2006-2007  Marco Cacitti
- 2007-2008  Marco Cacitti (1ª-?)
 Lamberto Magrini (?-34ª e play-out)
- 2008-2011  Lamberto Magrini
- 2011-2012  Guido Pagliuca (1ª-16ª)
 Renato Buso (17ª-42ª)
- 2012-2013  Renato Buso (1ª-30ª)
 Corrado Orrico (31ª-34ª e play-out)
- 2013-2014  Gabriele Cioffi (1ª-10ª)
 Marco Masi (11ª-26ª)
 Marco Cacitti (27ª-34ª)
- 2014-2015  Marco Cacitti (1ª-10ª)
 Federico Nofri Onofri (11ª-34ª)
- 2015-2017  Vitaliano Bonuccelli
- 2017-2018  Vitaliano Bonuccelli (1ª-7ª)
 Giancarlo Favarin (8ª-38ª e play-out)
- 2018-2019  Pierfrancesco Battistini (1ª-5ª)
 Atos Rigucci (6ª-16ª)
 Marco Cacitti (17ª-34ª e play-off)
- 2019-2020  Vitaliano Bonuccelli (1ª-6ª)
 Paolo Indiani (7ª-34ª)
- 2020-2021  Giancarlo Favarin (1ª-23ª)
 Marco Cacitti (24ª-34ª)
- 2021-  Marco Bonura

- 1930-1944 ...
- 1944-1946 Inattivo
- 1946-? ...
- ?-?  Simone Simoni
- ?-?  Mario Mauri
- ?-?  Mauro Bastianini
- ?-?  Enzo Sansoni
- ?-?  Plinio Poli
- ?-?  Pio Galeotti
- ?-?  Amo Chelli
- ?-?  Carlo Fantini
- ?-?  Rino Bernardini
- 1999-2011  Mario Matteini
- 2011-  Paolo Balloni

## Palmarès

### Competizioni nazionali
- Coppa Italia Serie D: 1

2021-2022

### Competizioni interregionali
- Serie D: 2

2009-2010 (girone E), 2016-2017 (girone E)

### Competizioni regionali
- Eccellenza: 1

2006-2007 (girone A)
- Promozione: 1

2004-2005 (girone C)
- Prima Categoria: 1

2001-2002
- Seconda Categoria: 3

1969-1970, 1979-1980, 1999-2000
- Coppa Toscana: 1

2001-2002

### Onorificenze
- Stella di bronzo al merito sportivo del CONI: 2015

### Altri piazzamenti
- Coppa Italia Serie D:

Finalista: 2023-2024
- Serie D:

Secondo posto: 2023-2024 (girone E)
Terzo posto: 2008-2009 (girone E), 2015-2016 (girone E)
- Promozione:

Secondo posto: 2003-2004 (girone C)
- Prima Categoria:

Secondo posto: 1995-1996 (girone C), 2000-2001 (girone F)
- Seconda Categoria:

Secondo posto: 1966-1967 (girone F), 1974-1975 (girone E), 1999-2000 (girone F)
Terzo posto: 1965-1966 (girone F), 1992-1993 (girone F)

## Statistiche e record

### Partecipazione ai campionati
| Livello | Categoria                  | Partecipazioni | Debutto   | Ultima stagione | Totale |
| ------- | -------------------------- | -------------- | --------- | --------------- | ------ |
| 3º      | Serie C                    | 1              | 2017-2018 | 2017-2018       | 1      |
| 4º      | Lega Pro Seconda Divisione | 4              | 2010-2011 | 2013-2014       | 11     |
| 4º      | Serie D                    | 7              | 2014-2015 | 2021-2022       | 11     |
| 5º      | Serie D                    | 3              | 2007-2008 | 2009-2010       | 3      |

Il Follonica Gavorrano ha partecipato complessivamente a 12 campionati nazionali di cui 5 professionistici e 7 dilettantistici.

### Partecipazione alle coppe
| Competizione          | Partecipazioni | Debutto   | Ultima stagione | Totale |
| --------------------- | -------------- | --------- | --------------- | ------ |
| Coppa Italia Serie C  | 1              | 2017-2018 | 2017-2018       | 5      |
| Coppa Italia Lega Pro | 4              | 2010-2011 | 2013-2014       | 5      |
| Coppa Italia Serie D  | 9              | 2007-2008 | 2021-2022       | 9      |
| Poule Scudetto        | 2              | 2009-2010 | 2016-2017       | 2      |